# Аббас Бахадур
Аббас Бахадур (узб. Abbos bahodur / Abbosbek; первая половина XIV века, Чагатайский улус — 1387, Империя Тимуридов) — сподвижник Амира Темура, среднеазиатский кипчакский крупный полководец, амири лашкар Империи Тимуридов.